# 493

493(사백구십삼)은 492보다 크고 494보다 작은 자연수다.

## 수학
- 합성수로, 그 약수는 1, 17, 29, 493이다. 진약수의 합은 47이므로, 493은 부족수다.
  - 152번째 반소수다. 앞의 반소수는 489, 다음 반소수는 497이다.
- 피타고라스 삼조의 빗변의 길이이다.
  - {\displaystyle 132^{2}+475^{2}=493^{2}}[a]
  - {\displaystyle 155^{2}+468^{2}=493^{2}}[b]
- {\displaystyle 493=59+61+67+71+73+79+83}
  - 연속하는 소수(素數) 7개의 합으로 나타낼 수 있으며, 이 성질을 지닌 앞의 수는 463, 다음 수는 523이다.
- {\displaystyle 493=3^{2}+22^{2}=13^{2}+18^{2}}
  - 서로 다른 두 자연수의 제곱합으로 나타내는 방법이 두 가지인 수다.
- {\displaystyle 86^{2}-1}은 493으로 나누어떨어진다.

## 과학
- NGC 493(영어판): 고래자리 방향에 있는 막대나선은하.

## 교통
- 일본 493번 국도(일본어판): 고치현 고치시에서 아키군 도요정까지 이어지는 일본의 국도.
- 현도 제493호선

## 문화유산
- 대한민국의 보물 제493호: 밀양 무봉사 석조여래좌상
- 대한민국의 사적 제493호: 포항 법광사지

## 기타
- 연도: 493년, 기원전 493년